# Corymbia terminalis
Corymbia terminalis ist eine Pflanzenart innerhalb der Familie der Myrtengewächse (Myrtaceae). Sie kommt im Norden und im Zentrum Australiens vor und wird dort „Desert Bloodwood“, „Bloodwood“, „Tjuta“ oder „Joolta“ genannt.

## Beschreibung

### Erscheinungsbild und Blatt

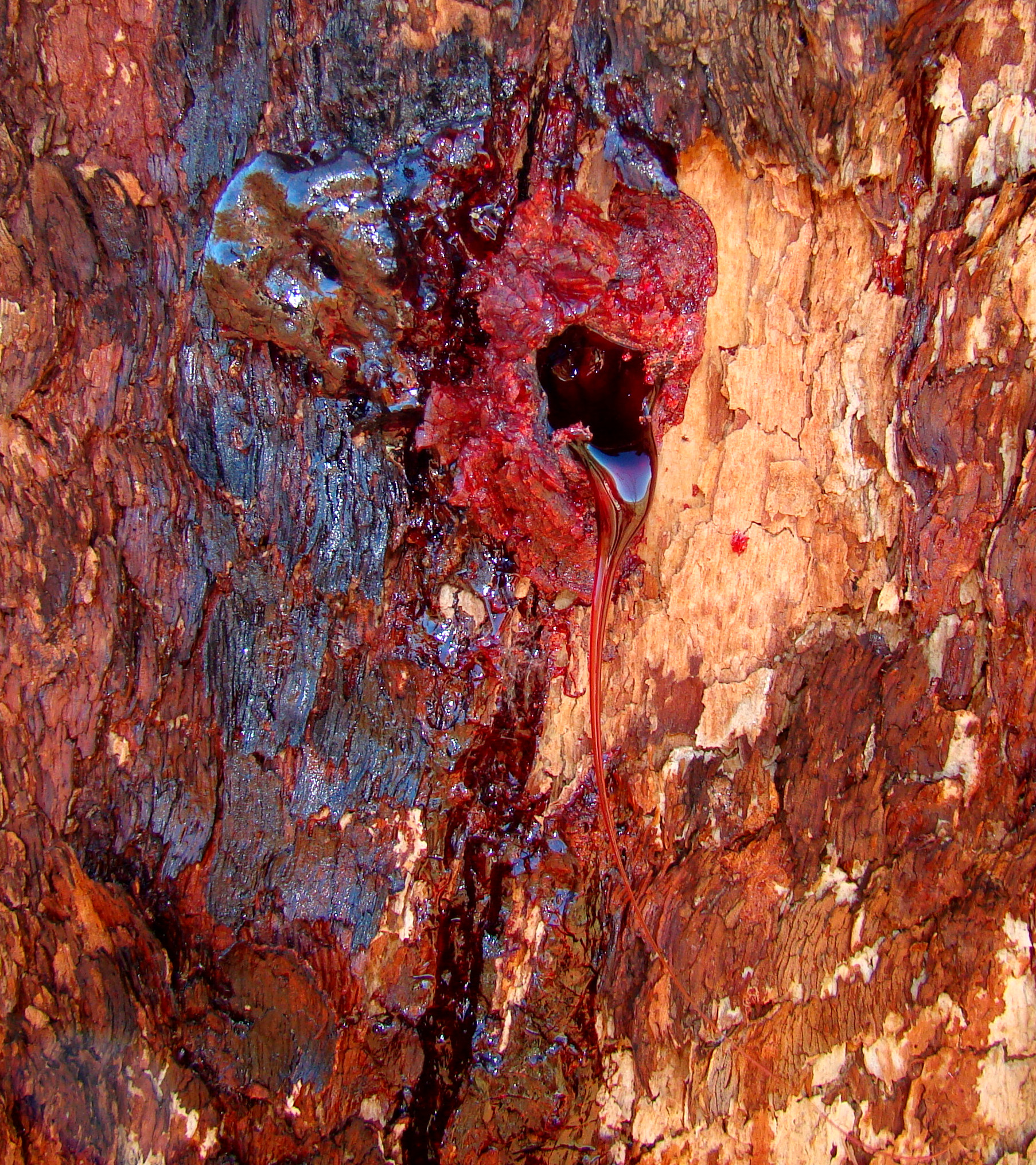
Borke mit Saftaustritt

Corymbia terminalis wächst als Baum, der Wuchshöhen bis zu 18 Meter erreicht. Die Borke verbleibt am gesamten Stamm oder auch an kleineren Zweigen, ist grau-braun oder rotbraun, im unteren Teil des Baumes matt, schachbrettartig und besitzt Drüsen. Im Mark sind Öldrüsen vorhanden.
Bei Corymbia terminalis liegt Heterophyllie vor. Die Laubblätter sind immer in Blattstiel und -spreite gegliedert. Die Blattspreite an jungen Exemplaren ist lanzettlich bis eiförmig und besitzt nur steife Drüsenhaare. Die Blattspreite an mittelalten Pflanzen ist lanzettlich bis elliptisch, gerade, ganzrandig und matt grün. Der Blattstiel an erwachsenen Exemplaren ist im Querschnitt schmal abgeflacht oder kanalförmig. Die Blattspreite an erwachsenen Exemplaren ist relativ dick, lanzettlich bis breit-lanzettlich, sichelförmig, mit sich verjüngender Spreitenbasis und  zugespitztem oberen Ende. Ihre Blattober- und -unterseite ist gleichfarbig matt grün. Die kaum erkennbaren Seitennerven gehen in geringen Abständen in einem stumpfen Winkel vom Mittelnerv ab. Auf jeder Blatthälfte gibt es einen ausgeprägten, durchgängigen, sogenannten Intramarginalnerv, er fließt mit dem Blattrand zusammen. Die Keimblätter (Kotyledonen) sind fast kreisförmig.

### Blütenstand und Blüte
Endständig auf einem stielrunden Blütenstandsschaft steht ein zusammengesetzter Blütenstand, der aus doldigen Teilblütenständen mit jeweils drei bis sieben Blüten besteht. Die Blütenstiele sind stielrund.
Die birnen- oder verkehrt-eiförmige Blütenknospe ist nicht blau-grün bemehlt oder bereift. Die Kelchblätter bilden eine Calyptra, die bis zur Öffnung der Blüte (Anthese) vorhanden bleibt. Die glatte Calyptra ist konisch oder halbkugelig und schmaler als der glatte Blütenbecher (Hypanthium). Die Blüten sind cremefarben.

### Frucht und Samen
Die gestielte Frucht ist ei- bis urnenförmig und vierfächerig. Der Diskus ist eingedrückt und die Fruchtfächer sind eingeschlossen.
Der regelmäßige oder seitlich abgeflachte, kahn- oder eiförmige Samen besitzt eine netzartige, matte bis seidenmatte, rotbraune Samenschale. Das Hilum befindet sich am oberen Ende des Samens.

## Vorkommen
Das natürliche Verbreitungsgebiet von Corymbia terminalis erstreckt sich vom nordwestlichen New South Wales über das mittlere und westliche Queensland, das nördliche South Australia und das gesamte Northern Territory bis in den Norden und das Zentrum von Western Australia.
Corymbia terminalis wächst auf Ebenen und niedrigen, felsigen Erhebungen im Busch- und Grasland oder in den lichten Wäldern der zentralaustralischen Wüstengebiete.

## Taxonomie
Die Erstbeschreibung erfolgte 1859 durch Ferdinand von Mueller unter dem Namen (Basionym) Eucalyptus terminalis F.Muell. und dem Titel Monograph of the Eucalypti in tropical Australia im Journal of the Proceedings of the Linnean Society, Botany, Volume 3, S. 98. Das Typusmaterial weist die Beschriftung In partis et plantiebus siccis fertiloribus Australiae intratropicae non rara. Anth. aestate auf. Die Neukombination zu Corymbia terminalis (F.Muell.) K.D.Hill & L.A.S.Johnson erfolgte 1995 durch Kenneth D. Hill und Lawrence Alexander Sidney Johnson unter dem Titel Systematic studies in the eucalypts. 7. A revision of the bloodwoods, genus Corymbia (Myrtaceae) in Telopea, Volume 6, Issue 2–3, S. 323. Weitere Synonyme für Corymbia terminalis (F.Muell.) K.D.Hill & L.A.S.Johnson sind: Corymbia tumescens K.D.Hill & L.A.S.Johnson, Corymbia opaca (D.J.Carr & S.G.M.Carr) K.D.Hill & L.A.S.Johnson, Eucalyptus opaca D.J.Carr & S.G.M.Carr, Eucalyptus pyrophora Benth. f. pyrophora, Eucalyptus orientalis D.J.Carr & S.G.M.Carr, Eucalyptus pyrophora Benth., Eucalyptus pyrophora Benth. var. pyrophora, Eucalyptus centralis D.J.Carr & S.G.M.Carr, Eucalyptus corymbosa var. terminalis (F.Muell.) F.M.Bailey, Eucalyptus pyrophora f. compacta Domin, Eucalyptus pyrophora var. compacta Domin.
Corymbia terminalis bildet mit einigen anderen Arten natürliche Hybriden.

## Nutzung
An Stellen, an denen sich die Borke von Corymbia terminalis abschält, tritt ein blutroter Gummisaft aus, daher der englische Trivialname „Bloodwood“. Der Saft kristallisiert und verschließt die Wunde am Baum. Aborigines nutzen diesen klebrigen Saft zur Behandlung ihrer Wunden. Er wird häufig auf die Wunde aufgetragen und wieder abgewaschen. So wirkt er entzündungshemmend. Ist der Saft bereits auskristallisiert, kann er gemahlen, mit Wasser versetzt und als antiseptische Waschlösung verwendet werden. Die Aborigines verwenden den Saft auch zum Gerben ihrer aus Känguruhaut gefertigten Wassersäcke.
Weibliche Schildläuse regen Corymbia terminalis zur Bildung von Pflanzengallen an. Aborigines essen diese als „Bush Coconut“ (direkt ins Deutsche übersetzt „Busch-Kokosnuss“) bezeichneten Gallen als Bush Food.
Das trockene Holz wird von den Aborigines als Feuerholz genutzt.
Die Wurzeln speichern Wasser. Die Aborigines graben die Wurzeln aus und sammeln das Wasser in geeigneten Gefäßen.
Die holzigen Früchte dienen den Aborigines als Schmuck oder Kinderspielzeug.